# Verhandlungstheorie
Verhandlungstheorie (englisch negotiation research) bezeichnet allgemein die Theorien und Erkenntnisse zum Vorgehen, zur Taktik und Strategie in Verhandlungen, dem Prozess, durch den Individuen oder Gruppen Geschäftstransaktionen aushandeln oder Arbeitsvereinbarungen treffen. Verhandlungstheorie hat sich als eigenes Forschungsgebiet über mehr als drei Jahrzehnte an wichtigen betriebswirtschaftlichen Schulen etabliert. Dabei gibt es nicht eine Theorie, sondern verschiedene Denkansätze und Forschungsrichtungen.

## Geschichte
Verhandlungen werden seit der Urzeit der Menschheit geführt. Kinder verhandeln mit Eltern um die Dauer des Fernsehens, Gewerkschaften mit Arbeitgebern um Löhne, Kunden mit Lieferanten um Lieferzeiten uvam.
Ihren wissenschaftlichen Ursprung haben Verhandlungstheorien in der mathematischen Analyse John von Neumanns und Oskar Morgensterns die zu den Erkenntnissen John Nashs führten. Als eigenständige Forschungsrichtung wurde die Verhandlungstheorie nach Mara Olekalns und Wendi L. Adair durch die Veröffentlichung von nur drei Büchern etabliert. Dies sind
- Robert B. McKersie und Richard E. Walton (1965) A Behavioural Theory of Labour Negotiations
- Jeffrey Z. Rubin und Bert R. Brown (1975) The Social Psychology of Bargaining and Negotiation
- Morton Deutsch (1977) The Resolution of Conflict

## Bekannte Modelle und Ansätze
Die Verhandlungstheorie von Komorita und Chertkoff (1973) betont den Einfluss von sozialer Interaktion, Informationsaustausch, Vertrauen und Kooperation auf den Verhandlungsprozess. Sie untersuchen die Entwicklung von Verhandlungsstrategien, die Wahrnehmung der Gegenseite und den Einfluss sozialer Normen. Ziel ist es, die Verhandlungsdynamik und -ergebnisse besser zu verstehen.
Das Rubinstein-Verhandlungsmodell (1982) von Ariel Rubinstein ist ein Spieltheorie-Modell, das den Verhandlungsprozess mit zeitlichen Einschränkungen analysiert. Es beinhaltet abwechselnde Angebote zwischen zwei Parteien, wobei jeder Spieler eine begrenzte Zeit hat, um das aktuelle Angebot anzunehmen oder abzulehnen. Das Modell untersucht den Einfluss von Zeitpräferenzen und Abzinsung auf das endgültige Verhandlungsergebnis. Es bietet Einsichten in die strategischen Entscheidungen der Spieler und die Rolle der Zeit bei Verhandlungen.

## Spieltheoretische Ansätze
Spieltheorie war für ca. 50 Jahre das vorherrschende Paradigma für die Verhandlungstheorie. Das Gefangenendilemma galt als die bevorzugte Methode der Untersuchung und Robert Axelrods Tit for Tat zeigte sich als eine der stärksten Strategieentwicklungen. Die Spieltheorie setzt dabei auf Annahmen, die in der wirklichen Welt nicht immer beobachtet werden. Diese sind:
1. Spieler sind immer rational.
  1. Spieler versuchen ihren Gewinn/Nutzen zu maximieren
  2. Spieler akzeptieren den höchsten Gewinn
  3. Spieler akzeptieren nur Lösungen an ihrer Verlustgrenze oder besser.
  4. Spieler kennen die „Regeln des Spiels“
  5. Spieler gehen von der Prämisse aus, dass alle anderen Parteien ebenfalls vollständig rational sind.
2. Die Anzahl der Spieler ist fix und allen Parteien bekannt.
3. Jede Partei erkennt die verfügbaren Optionen und entwickelt klare, unveränderliche Präferenzen zwischen diesen Optionen.
4. Jede Partei kennt die Optionen und Präferenzen der anderen Parteien oder kann sie zumindest abschätzen.
5. Kommunikation ist begrenzt, stark kontrolliert oder für den Konflikt/Verhandlung nicht relevant.
6. Eine Entscheidung ist möglich und trifft sich an einem für beide Seiten akzeptablen Punkt.

## Psychologische Ansätze
In der psychologischen Verhandlungsforschung lassen sich die kognitiven von den motivationalen Ansätzen unterscheiden. Andere Ansätze, beispielsweise der Selbstregulationsansatz fanden dagegen kaum Niederschlag.
In den 1960er und 1970ern erfreute sich die Verhandlungsforschung in den Sozialwissenschaften einer großen Beliebtheit. Diese verlor sich in der kognitiven Wende der späten 1970ern, nur um in den folgenden 1980ern und 1990ern einen Boom zu erleben. Viele der Fortschritte beruhen auf der verhaltenspsychologischen Erklärung der Entscheidungstheorie. Ende der 1990er wurden Rufe laut, die sozialen Auswirkungen zurück in den Fokus der Betrachtung zu rücken.
In der frühen Phase dieser Forschung konzentrierten sich Forscher auf die individuellen Eigenschaften und Charakteristiken der Verhandler und die situationalen Faktoren der Verhandlung. Keiner dieser Faktoren war in der Lage, wesentliche Unterschiede im Verhandlungsprozess oder im Ergebnis der Verhandlungen zu erklären. Die untersuchten situativen Faktoren, beispielsweise Wählerschaften, Leistungsanreize und Belohnungen, Macht, Termindruck, die Anzahl der Verhandler auf beiden Seiten oder die Anwesenheit von Zeugen der Verhandlung konnten auch keine wesentlichen Unterschiede erklären. Alles in allem litten diese Forschungsansätzen an verschiedenen konzeptionellen Problemen, die eine Lösung des Problems verhinderten.
Die Forschung der 1980er bis 90er konzentrierte sich stark auf behavioristische Grundlagen. Mehr Interaktionen zwischen präskriptiven und deskriptiven Forschern führte zu einer Verbesserung der Entscheidungsperspektive.

### Kognitive Ansätze
Verhandlungssituation fordern von Teilnehmern fortlaufend komplexe Entscheidungen, deren Inhalt den weiteren Verlauf der Verhandlungen beeinflussen. Die Bedeutung vieler dieser Entscheidungen sind zum Zeitpunkt der Entscheidung nicht bekannt (vergl. Begrenzte Rationalität) und die Folgen damit nicht vollständig abschätzbar. Die Themen kognitiver Verhandlungsforschung sind daher: Welche Informationsprozesse (Aufnahme, Verarbeitung, Entscheidung, Kommunikation) spielen vor, während und nach der Verhandlung eine Rolle? Die vorweggenommene Erkenntnis ist, dass die Mängel in den verschiedenen Prozessen und Prozessketten nicht zu optimalen Ergebnissen führen können.
Im Umgang mit dieser Situation greifen Menschen auf Vereinfachungen zurück, also kognitive Skripte, Heuristiken oder ähnliche Prozesse, die es ihnen ermöglichen, die Situation zu bewältigen. Diese Beschränkung auf bekannte Verfahren führt im Gegenzug zu einer Begrenzung der Möglichkeiten, auch als kognitive Barrieren bezeichnet. Solche Barrieren wurden von verschiedenen Forschern behandelt, beispielsweise:
- Nullsummenannahme von Max H. Bazerman und Margaret Ann Neale
- Ankerheuristiken durch Amos Tversky und Daniel Kahneman
- relative Abwertungen durch Ross und Ward, 1955
- Effekte der Gewinn- und Verlustfokussierung erneut durch Tversky, Kahneman, Bazermann und weitere

In der häufigsten Vereinfachung, der Nullsummenannahme, gehen viele Verhandler davon aus, dass die Ziele der Parteien entgegengesetzt sind und sich wechselseitig ausschließen.